# Camille-Roger Salland
Camille-Roger Salland, francoski general, * 1887, † 1973.